# 多田尚人
多田 尚人（ただ なおと、1983年5月21日 - ）は、日本のベーシスト。本名同じ。山口県下関市出身。血液型O型。

## 人物
15歳でベースを始める。19歳の時にTEENS MUSIC FESTIVALで自身のバンドで関西エリア代表として全国大会出場(会場は渋谷公会堂)。
同年プロ活動開始。上京後は、伊東ミキオ、サンコンJr.(ウルフルズ)とのピアノトリオを初め、サポートベーシストとして、あいみょん、石野真子、ウルフルケイスケ、瑛人、海蔵亮太、Kainatsu、Keishi Tanaka、コニー(ex.ザ・ヴィーナス)、土屋公平、中島美嘉、KnightA-騎士A-、Michael Kaneko、かまやつひろし、村上佳佑、森山直太朗、などのライブ、レコーディングに参加している。
エレクトリックベースを基本にウッドベースやシンセベース、エフェクターを使用する。
コロナ禍に始めたYouTubeチャンネル はGLAYのJIROをはじめとする多方面から高評価を得ている。
工業高校出身で、国家資格である乙種4類危険物取扱者免状をはじめ、1類から6類まで全て所有、音楽の道を志す前は自動車整備士を目指していた。

## レコーディング参加
アイナ・ジ・エンド
「おでかけワンピース」
あいみょん
「プレゼント」(めざましどようび主題歌)
「GoodNightBaby」
「鯉」
「葵」 - 映画 空の青さを知る人よ　エンディング主題歌
「シガレット」
「朝陽」
足立佳奈
「Call Me」
瑛人
「僕はバカ」
「ピースオブケーク」 - 映画トムとジェリー 日本語吹き替え版主題歌
「大正解」
Kainatsu
「いい予感がするよ」
河口恭吾
「Shibuya」 - BSテレ東 婚活探偵主題歌
CHEMISTRY feat.Michael Kaneko、Hiro_a_key
「君をさがしてた〜New Jersey United〜」
土屋公平
「Struck a Blue Guitar」(アルバム全参加)
「The Shadow of  My Rhythm」(アルバム全参加）
MichaelKaneko
「Separate Seasons」
「Flooded」
「It Takes Two」
「When We Were Young」
「DRIVEAWAY」(feat.藤原さくら)
「SANDIE」(feat.さかいゆう）
まじ娘（majiko)
「狂おしいほど僕には美しい」 - テレビ東京『ゴッドタン』2019年2月期エンディングテーマ
Miyuu
yellow light tonight
Step it
村上佳佑
「Nothing But You」 - 日本テレビ『スッキリ』2018年11月テーマソング
森山直太朗
「最悪な春」
「boku」(素晴らしい世界収録）

## TV出演
- MUSIC FAIR(森山直太朗 2021 4.3）
- CDTV ライブ!ライブ!(森山直太朗 2021 4.19)
- MUSIC BLOOD(森山直太朗 2021 4.30)
- スッキリ(森山直太朗 2021 5.13)
- CDTVライブ!ライブ!(Aimer 2022 2.7)
- ミュージックステーション(Aimer 2022 2.11)
- ミュージックステーション(YUKI 2022 5.13)
- バズリズム02(安田レイ 2022 8.26)
- CDTVライブ！ライブ！(Superfly 2023 1.16)
- MUSIC FAIR(Superfly 2023 1.28)

## 主なライブ出演

### 2017年
- 2/8 [東京] 渋谷タワーレコード B1F CUTUP STUDIO [NO MUSIC NO LIFE. PARTY]Michael Kanekoサポート
- 3/19 [長野] 志賀高原 [SNOW MONKEY BEER LIVE 2017]Michael Kanekoサポート
- 4/23 [神奈川] 材木座海岸 [GREENROOM FESTIVAL BEACH CLEAN UP & LIVE]Michael Kanekoサポート
- 7/28 [新潟] [FUJI ROCK FESTIVAL ’17]Michael Kanekoサポート
- 8/6［東京］新宿ReNY「石野真子SUMMER LIVE2017」
- 8/26 [福島] [奥会津ロックフェスティバル2017]スマートソウルコネクションサポート
- 9/23 [長野] 松本アルプス公園 [りんご音楽祭 2017]Michael Kanekoサポート
- 9/30 [鹿児島] 奄美観光ホテル[AMAMIAN Soul lsland] IKURA&FUNKEE STYLE サポート

### 2018年
- 3/10[新潟] 苗場スキー場野外特設会場　[Snow Lights Festival]Michael Kanekoサポート
- 3/16[長野]志賀高原 総合会館98ホール [SNOW MONKEY BEER LIVE 2018]Michael Kanekoサポート
- 4/28[東京]TOKYO FM[KIRIN BEER"Good Luck" LIVE ]Michael Kanekoサポート
- 6/22[台湾] LEGACY TAIPEI「AIMYON TOUR 2018 -TELEPHONE LOBSTER-ADDITIONAL SHOW”TAIWAN”」あいみょんサポート
- 7/14 [埼玉] 所沢航空記念公園 野外ステージ 屋上広場　[夏びらきMUSIC FESTIVAL 2018]Michael Kanekoサポート
- 8/25 [福島] 奥会津昭和の森キャンプ場　[奥会津ロックフェスティバル2018]スマートソウルコネクションサポート
- 9/2 [福岡] 芥屋海水浴場・キャンプ場 特設ステージ　[Sunset Live 2018 -Love & Unity-]Michael Kanekoサポート
- 11/03 [東京] Shibuya duo MUSIC EXCHANGE[シキドロップ1stワンマンLIVEシキハメグル]シキドロップサポート
- 10/20 [東京] BLUES ALLEY JAPAN　[海老沢雄一Birthday Live.Special Guest安奈淳］海老沢雄一サポート

### 2019年
- 1/20[埼玉] 入間SOSO　[伊東ミキオ　ソロアルバム「TRY AGAIN」発売記念ツアーファイナル］ゲスト出演
- 4/10-11[東京] 新宿LOFT[MIKA RANMARU(中島美嘉×土屋公平)TOUR2019］
- 4/15［大阪］246LIVE HOUSE GABU　[MIKA RANMARU(中島美嘉×土屋公平)TOUR2019]
- 4/20［東京］代々木公園野外ステージ[Earth Day Tokyo2019]カコイミクサポート
- 7/12［埼玉］西川口Hearts[土屋公平LIVE TOUR2019"Struck a Blue Guitar]
- 7/19［千葉］千葉ANGA[土屋公平LIVE TOUR2019"Struck a Blue Guitar]
- 7/20［愛知］名古屋TOKUZO[土屋公平LIVE TOUR2019"Struck a Blue Guitar]
- 7/21［富山］SUMMER KNIGHT[土屋公平LIVE TOUR2019"Struck a Blue Guitar]
- 7/29［神奈川］THUMBS UP YOKOHAMA[土屋公平LIVE TOUR2019"Struck a Blue Guitar]
- 8/2［群馬］高崎club FLEEZ[土屋公平LIVE TOUR2019"Struck a Blue Guitar]
- 8/3［静岡］静岡Sunash[土屋公平LIVE TOUR2019"Struck a Blue Guitar]
- 8/18［東京］錦糸公園内ハイネケン・キリンステージ[第10回すみだストリートジャズフェスティバル]スマートソウルコネクションサポート
- 8/21［香川］高松sound space RIZIN[土屋公平LIVE TOUR2019"Struck a Blue Guitar]
- 8/22［広島］Live Juke[土屋公平LIVE TOUR2019"Struck a Blue Guitar]
- 8/24［熊本］ぺいあのPLUS[土屋公平LIVE TOUR2019"Struck a Blue Guitar]
- 8/25［福岡］福岡ROOMS[土屋公平LIVE TOUR2019"Struck a Blue Guitar]
- 9/8［大阪］南堀江Knave[土屋公平LIVE TOUR2019"Struck a Blue Guitar]
- 9/20［仙台］enn2nd[土屋公平LIVE TOUR2019"Struck a Blue Guitar]
- 9/23［愛知］豊橋AVANTI[土屋公平LIVE TOUR2019"Struck a Blue Guitar]
- 9/29［大阪］味園ユニバース[第一回Happy and Fun Music Festival]Keishi Tanakaサポート
- 10/4［東京］下北沢GARDEN[土屋公平LIVE TOUR2019"Struck a Blue Guitar Final]
- 11/1［東京］Shibuya CLUB QUATTRO［origami SAI］Michael Kanekoサポート

### 2020年
- 1/16［東京］TOKYO FM[KIRIN BEER"GoodLuck"LIVE]Michael Kanekoサポート
- 5/30［東京］無観客LIVE配信[多摩あきがわLive@HOME]Michael Kanekoサポート
- 8/22［神奈川］逗子surfers[Michael Kaneko ESTERO EXCLUSIVE PARTY]Michael Kaneloサポート
- 8/29［東京］吉祥寺GB[スマートソウルコネクションワンマンライブ@GB]スマートソウルコネクションサポート
- 9/26［神奈川］ランドマークホール[海蔵亮太Streaming Live 2020]
- 10/4［東京］無観客LIVE配信[土屋公平60th Birthday LIVE "The Shadow Of My Rhythm]土屋公平サポート
- 11/15［東京］代官山SPACE ODD +Online Streaming[Michael Kaneko ESTERO RELEASE PARTY]Michael Kanekoサポート

### 2021年
- 2/11［東京］渋谷TSUTAYA O-EAST［Origami SAI TOKYO 2021］
- 5/9［東京］無観客配信Live[ysk music labo vol16]フジタユウスケサポート
- 6/12［東京］大手町三井ホール[海蔵亮太 LIVE2021 僕が歌う理由(わけ)]海蔵亮太サポート
- 8/21［東京］LIQUIDROOM[Brilliant Corner HIKARU ARATA×Michael Kaneko]Michael Kanekoサポート
- 11/12［東京］JZ Brat SOUND OF TOKYO[READING JAZZ-Love Over Time]
- 11/21［山梨］女神の森セントラルガーデン［HOKUTO ART PROGRAM］Michael Kaneko
- 12/29［東京］日本橋三井ホール[Year-End Party]Michael Kanekoサポート

### 2022年
- 2/4［東京］町田まほろ座[高橋てつやバンドワンマン2022]高橋てつやサポート
- 4/2.3［千葉］幕張メッセ[騎士A-ONEMAN LIVE「Seacret Night」]KnightA-騎士A-サポート
- 4/9［東京］Spotify O-East[origami SAI  2022 Tokyo]Michael Kanekoサポート
- 4/22［大阪］BIGCAT[木下優真one man live「BRAVE」]木下優真サポート
- 7/10［東京］代々木公園野外音楽堂[OCEAN PEOPLES]Michael Kanekoサポート
- 7/29［新潟］FUJI ROCK FESTIVAL'22(RED MARQUEE) Michael Kanekoサポート
- 12/26［大阪］Zepp Namba[Knight A - 騎士A - 1st LIVE TOUR “One Knight ]KnightA-騎士A-サポート
- 12/27［大阪］Zepp Namba[Knight A - 騎士A - 1st LIVE TOUR “One Knight ]KnightA-騎士A-サポート
- 12/30［愛知］Zepp Nagoya[Knight A - 騎士A - 1st LIVE TOUR “One Knight ]KnightA-騎士A-サポート

### 2023年
- 1/4［福岡］Zepp Fukuoka[Knight A - 騎士A - 1st LIVE TOUR “One Knight ]KnightA-騎士A-サポート
- 1/8［神奈川］ぴあアリーナMM[騎士A - LIVE TOUR FINAL “『A』BYSS - 深淵” ]KnightA-騎士A-サポート
- 1/9［神奈川］ぴあアリーナMM[騎士A - LIVE TOUR FINAL “『A』BYSS - 深淵” ]KnightA-騎士A-サポート
- 1/27［東京］南青山MANDALA[土屋公平-LIVE 2023 I'm Back with Boogie！ ]土屋公平サポート